# Bahnstrecke South Deerfield–Turners Falls
| Streckenlänge: | 14,48 km                        |                                                          |                                                          |
| Spurweite: | 1435 mm (Normalspur)            |                                                          |                                                          |
| Zweigleisigkeit: | –                               |                                                          |                                                          |
| |                                 |                                                          |                                                          |
| Gesellschaft: | zuletzt Guilford Transportation |                                                          |                                                          |
| \| \| \| von New Haven \| \| \| \| 0,00 \| South Deerfield MA \| South Deerfield MA \| \| \| \| nach Shelburne Junction \| \| \| \| \| Straßenbahn der CVS (Greenfield Rd) \| \| \| \| 6,68 \| Deerfield MA \| Deerfield MA \| \| \| \| Strecke Springfield–East Northfield \| \| \| \| \| Verbindung von der Strecke Deerfield Jct.–East Deerfield \| \| \| \| ca. 10 \| Cheapside \| Cheapside \| \| \| \| Strecke Fitchburg–Greenfield \| \| \| \| \| Connecticut River \| \| \| \| ca. 13 \| Montague City MA \| Montague City MA \| \| \| \| Straßenbahn der CVS (Avenue A) \| \| \| \| 14,48 \| Turners Falls MA \| Turners Falls MA \| |                                 |                                                          |                                                          |
| Strecke (außer Betrieb) |                                 | von New Haven                                            | von New Haven                                            |
| Bahnhof (Strecke außer Betrieb) | 0,00                            | South Deerfield MA                                       | South Deerfield MA                                       |
| Abzweig geradeaus und nach links (Strecke außer Betrieb) |                                 | nach Shelburne Junction                                  | nach Shelburne Junction                                  |
| Kreuzung (Strecken außer Betrieb) |                                 | Straßenbahn der CVS (Greenfield Rd)                      | Straßenbahn der CVS (Greenfield Rd)                      |
| Bahnhof (Strecke außer Betrieb) | 6,68                            | Deerfield MA                                             | Deerfield MA                                             |
| Kreuzung geradeaus unten (Strecke geradeaus außer Betrieb) |                                 | Strecke Springfield–East Northfield                      | Strecke Springfield–East Northfield                      |
| Abzweig geradeaus und von rechts (Strecke außer Betrieb) |                                 | Verbindung von der Strecke Deerfield Jct.–East Deerfield | Verbindung von der Strecke Deerfield Jct.–East Deerfield |
| Haltepunkt / Haltestelle (Strecke außer Betrieb) | ca. 10                          | Cheapside                                                | Cheapside                                                |
| Kreuzung geradeaus unten (Strecke geradeaus außer Betrieb) |                                 | Strecke Fitchburg–Greenfield                             | Strecke Fitchburg–Greenfield                             |
| Brücke über Wasserlauf (Strecke außer Betrieb) |                                 | Connecticut River                                        | Connecticut River                                        |
| Bahnhof (Strecke außer Betrieb) | ca. 13                          | Montague City MA                                         | Montague City MA                                         |
| Kreuzung geradeaus unten (Strecken außer Betrieb) |                                 | Straßenbahn der CVS (Avenue A)                           | Straßenbahn der CVS (Avenue A)                           |
| Kopfbahnhof Streckenende (Strecke außer Betrieb) | 14,48                           | Turners Falls MA                                         | Turners Falls MA                                         |

Die Bahnstrecke South Deerfield–Turners Falls ist eine Eisenbahnstrecke in Massachusetts (Vereinigte Staaten). Sie ist rund 14 Kilometer lang und verbindet die Städte Deerfield und Montague. Die normalspurige Strecke ist seit 1985 vollständig stillgelegt.

## Geschichte
Als die Hauptstrecke der New Haven and Northampton Railroad in den 1870er Jahren nach Norden verlängert werden sollte, plante die Bahngesellschaft eine Zweigstrecke in die Industriestädte Deerfield und Montague zu bauen, um der bereits dorthin fahrenden Connecticut River Railroad Konkurrenz zu bieten. Der „Turners Falls Branch“ wurde im Oktober 1882 eröffnet und verläuft nahezu auf gesamter Länge in Sichtweite der parallel entlangführenden Strecken der Connecticut River Railroad. 
Als zum 1. April 1887 die New York, New Haven and Hartford Railroad die New Haven&Northampton übernahm, ging auch die Betriebsführung der Strecke nach Turners Falls auf diese Gesellschaft über. Auf der Strecke bestand neben Güterverkehr auch Personenverkehr, der jedoch stark zurückging, als die Connecticut Valley Street Railway eine elektrische Straßenbahn von Deerfield nach Turners Falls eröffnet hatte. Bereits 1918 oder 1919 wurde der Personenverkehr auf der Eisenbahnstrecke daher eingestellt.
Auch der Güterverkehr entwickelte sich nicht besonders stark, insbesondere aufgrund der Konkurrenzsituation mit der inzwischen auf die Boston and Maine Railroad übergegangenen Parallelstrecken. 1925 schlossen sich die Konkurrenten zusammen und vereinbarten eine gemeinsame Nutzung der New-Haven-Strecke zwischen Cheapside, wo ein Verbindungsgleis zur Boston&Maine eingebaut wurde, und Turners Falls. 1936 zerstörte ein Hochwasser eine Brücke auf der parallel laufenden Strecke der Boston&Maine, wodurch die New-Haven-Strecke noch stärker durch die Boston&Maine genutzt wurde. 
Da der Güterverkehr auf der New Haven kaum noch erwähnenswert war, legte diese Gesellschaft den Südteil der Strecke von South Deerfield bis Cheapside 1943 still und baute ihn ab. Die Strecke wurde nun nur noch von der Boston&Maine genutzt, die sie schließlich 1947 kaufte. Im Oktober 1981 wurde der Güterverkehr eingestellt. Zusammen mit der Boston&Maine ging die ungenutzte Strecke 1983 in den Besitz der Guilford Transportation über, die jedoch keine Verwendung dafür fand und sie 1985 offiziell stilllegte.

## Streckenbeschreibung
Die Strecke zweigt nördlich des Bahnhofs South Deerfield aus der Bahnstrecke New Haven–Shelburne Junction ab und verläuft zunächst nordwärts, nur etwa hundert Meter neben der Hauptstrecke Springfield–East Northfield der früheren Connecticut River Railroad. Sie unterquert diese Strecke nördlich von Deerfield, biegt nach Osten ab und führt parallel zum Deerfield River, der hier in den Connecticut River einmündet. Unmittelbar nach der Unterquerung der Hauptstrecke befand sich der Haltepunkt Cheapside, wo das Verbindungsgleis zur hier parallel entlangführenden Bahnstrecke Deerfield Junction–East Deerfield lag. 
Die Strecke biegt kurz darauf wieder nordwärts ab, unterquert zunächst die Hauptstrecke Fitchburg–Greenfield und überquert dann auf einer noch vorhandenen Brücke den Connecticut River. Diese Brücke war das einzige erwähnenswerte Kunstbauwerk der Strecke. Sie trägt heute einen Rad- und Wanderweg, der in diesem Gebiet auf der Bahntrasse errichtet wurde. Die Bahnstrecke führt nun weiter durch Montague City in einem Bogen in das Industriegebiet Turners Falls, wo sie in der Nähe des Rathauses von Montague endet.

## Personenverkehr
1893 verkehrten auf der Strecke drei werktägliche Zugpaare, die in South Deerfield endeten. Dort musste auf Züge der Hauptstrecke umgestiegen werden. Um die Jahrhundertwende wurde ein Zugpaar gestrichen, jedoch kurz darauf wieder eingeführt. Endgültig entfiel der dritte Zug um 1909. Bis 1916 war das Angebot auf ein einziges Zugpaar gekürzt worden, das nun jedoch über South Deerfield hinaus bis Westfield verkehrte. Spätestens 1919 endete der Personenverkehr auf der Strecke.